# Faustulus

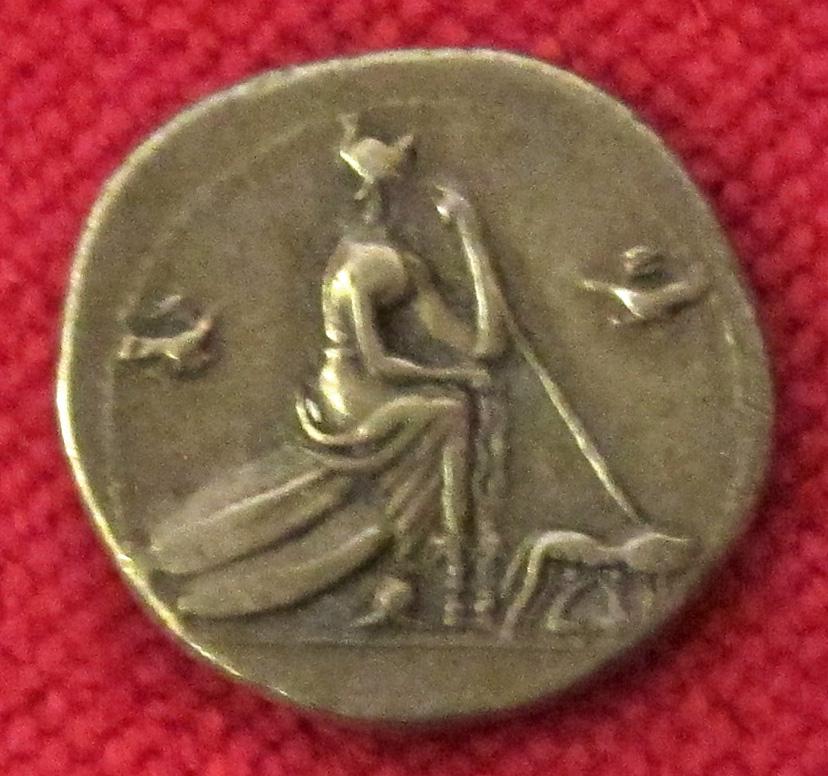
Denar des Sextus Pompeius Fostlus aus dem Jahr 137 v. Chr. mit Darstellung des Faustulus, der Zwillinge und der Wölfin

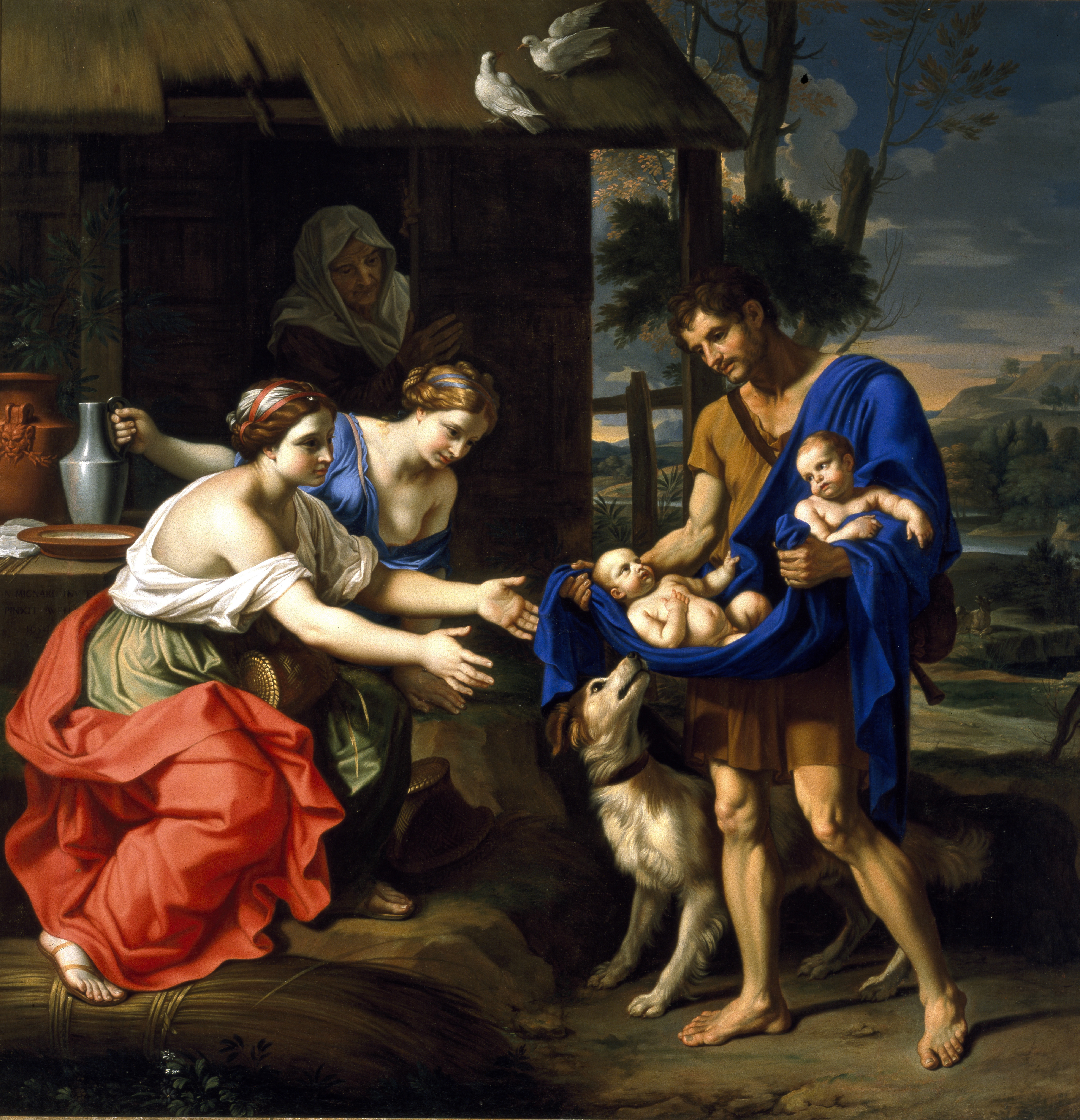
Faustulus bringt Romulus und Remus zu seiner Frau (Nicolas Mignard, 1654)
Dallas Museum of Art

Faustulus (auch Faustus) ist eine Gestalt der römischen Mythologie. In allen Fassungen des Mythos um Faustulus ist er der Ziehvater des Zwillingspaares Romulus und Remus. Doch lassen sich verschiedene Erzähltraditionen unterscheiden, die je nach Zeitstellung der Tradition den Mythos in teils wichtigen Details variieren.
In der älteren Annalistik, die bezüglich der Sage durch Fabius Pictor vertreten wird und eine wichtige Quelle der erhaltenen Überlieferung späterer Zeit – etwa bei Dionysios von Halikarnassos – darstellt, war Faustulus der oberste Schweinehirte des in Alba Longa herrschenden Königs Amulius. Während Faustulus eines Tages in Alba weilte, kam die Nichte des Amulius und Tochter des Numitor, Ilia, mit den Kindern des Mars nieder und gebar die Zwillinge. Auf Befehl des Königs wurden die Kinder ausgesetzt, wovon Faustulus Kenntnis erhielt. Auf dem Weg zu seinem Haus auf dem Palatin traf er die Hirten, die die Zwillinge bei einer Wölfin gefunden hatten, und ließ sie sich übergeben samt der Wanne, in der die Kinder getragen wurden. Seine Frau, die in den älteren Fassungen namenlos blieb, hatte kurz zuvor eine Totgeburt zu beklagen und mit ihr zusammen zog er nun Romulus und Remus groß. Dem erwachsenen Romulus entdeckte er die ganze Geschichte seiner Herkunft, begab sich daraufhin samt Wanne nach Alba Longa, um seine Erzählung zu beweisen, wurde dort aber verhaftet und vor Amulius geführt.
In der jüngeren Annalistik, die in der Erzähltradition vor allem des Gaius Licinius Macer steht, auf den sich die Origo gentis Romanae aus dem Corpus Aurelianum explizit beruft, war Faustulus ein Arkader, der als einer der Nachfahren aus dem Gefolge des Euandros auf dem Palatin wohnte. In dieser Fassung war Faustulus mit Acca Larentia verheiratet, deren Spitzname wegen ihres zuvor lockeren Lebenswandels lupa („Wölfin“) war. Er hatte einen Bruder Faustinus und dieser Faustinus war der oberste Hirte des Numitor. Numitor selbst übergab Faustulus die Zwillinge, um seine Enkelkinder zu retten, nachdem er sie gegen zwei andere Säuglinge ausgetauscht hatte. Der Bitte seines Bruders Faustinus folgend erzog Faustulus gemeinsam mit seiner Frau Acca Larentia das Zwillingspaar. Als es zum Streit zwischen Romulus und Remus und deren jeweiligen Anhängern um die Stadtgründung kam, versuchte Faustulus zu vermitteln und warf sich zwischen die Kriegsparteien, wurde aber umgehend getötet. Laut Dionysios von Halikarnassos bezeichnete ein steinerner Löwe nahe der Rostra auf dem Forum Romanum das Grab des Faustulus, der am Ort seines Todes bestattet worden war. Sextus Pompeius Festus bringt sein Grab mit dem Lapis Niger auf dem Forum in Verbindung.
Neben diesen älteren Hauptsträngen der Überlieferung gab es als weitere Variante die Übergabe der Zwillinge direkt an Faustulus. Faustulus, eigentlich beauftragt die Zwillinge zu ertränken, überließ sie jedoch seiner Frau Acca Larentia, die sie erzog. Ab augusteischer Zeit setzt sich als gängigste Erzählung die Fassung durch, nach der Faustulus die ausgesetzten Zwillinge von einer Wölfin gesäugt auffand und gemeinsam mit seiner Frau erzog.